# Senyoria de Vacarisses

La Senyoria de Vacarisses fou una jurisdicció feudal catalana dins el terme actual de Vacarisses.

## Història
Guillem de Montcada s'anomena de Vacarisses o de Muntanyola en els primers documents en què és esmentat, a finals del segle x. Ramon de Colomer de Vacarisses, i la seva esposa Dolça, en un document del segle xiii reconeixen que tenen pel monestir de Sant Llorenç del Munt diversos honors en el territori del castell de Vacarisses.
Tot i que el castell estava en mans dels Montcada i que a principis del segle xiv la castlania l'exercien els Castellet, sembla que la senyoria superior devia pertànyer al rei, ja que el 1358 Pere el Cerimoniós el va vendre, juntament amb la jurisdicció, al seu conseller Jaume Desfar. El castell va ser propietat d'aquesta família fins finals del segle xvi, quan Isabel Desfar es va casar amb el capità Francesc d'Amat i de Grevalosa i la senyoria va passar a aquesta família.
L'any 1670, el castell és en poder de Josep d'Amat i de Planella, que contreu matrimoni amb Marianna de Junyent. A aquest cavaller, Felip V li va atorgar el 1702 el títol de primer marquès de Castellbell. Al castell de Vacarisses hi nasqué un fill seu, Manuel d'Amat i de Junyent, que va aconseguir per mèrits de guerra, ser tinent general de l'exèrcit i més tard governador de Xile i virrei del Perú. Essent virrei del Perú, es va recordar dels seus compatricis i va fer vint-i-sis dots, per ser lliurats entre la gent del seu poble natal.